# Reuven Shiloah
Reuven Shiloah (Gerusalemme, 20 dicembre 1909 – Gerusalemme, 10 maggio 1959) è stato un funzionario e agente segreto israeliano, primo direttore del Mossad, dal 1949 al 1952.

## Biografia
A metà degli anni Trenta ha incontrato Betty Borden di New York, i due si sono sposati nel 1936.
Il suo impegno politico e militare, risale a prima della costituzione dello Stato di Israele. È stato un amico intimo di David Ben-Gurion. Prima della guerra arabo-israeliana Shiloah nel 1948 ottenne i piani di invasione della Lega Araba e iniziò la costruzione di rapporti con le altre agenzie di intelligence, in particolare in Occidente. 
Da lui consigliato, il primo ministro Ben Gurion creò nel dicembre 1949 l'"Istituto Centrale per il Coordinamento" (Mossad) e nominò proprio Shiloah suo primo direttore. Tuttavia il Mossad, sotto il suo comando, non è stato operativo fino al 1º aprile 1951, per via delle lotte burocratiche interne che ritardarono l'ordine iniziale di Ben-Gurion. Dopo la sua permanenza al Mossad, Shiloah ha lavorato al Washington DC presso l'ambasciata di Israele continuando a servire nelle vesti di consulente.
È morto all'età di 49 anni, il 10 maggio 1959.